# بيشكالدارامش

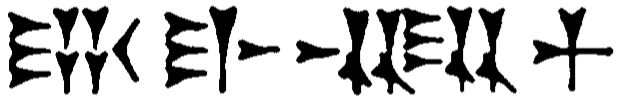
اسمه بالاكدي

كان بيسغالداراميس ثامن ملوك سلالة بلاد البحر (حوالي ١٥٣٤-١٤٨٥ قبل الميلاد)، التي حكمت جنوب بلاد الرافدين لنحو ٣٥٠ عامًا، من حوالي ١٧٨٣ إلى ١٤١٥ قبل الميلاد. يُعرف بيسغالداراميس من قوائم الملوك والسجلات التاريخية اللاحقة، بالإضافة إلى بعض الوثائق المعاصرة. يُعدّ من أبرز حكام هذه السلالة، ويُقال إنه حكم لمدة ٥٠ عامًا، وفقًا لقوائم الملوك، خلف الملك غلكيشار وخلفه الملك أياداراغالاما .
يُعرف بيسغالداراميس بشكل رئيسي من خلال النصوص المسمارية الموجودة حاليًا في مجموعة شوين. يُرجّح أن النصوص الـ ٤٧٤ تعود إلى أرشيف قصر. إلا أن موقعها الدقيق غير معروف. ويبدو أنها تعود إلى حفريات منهوبة. كما يُعرف بيسغالداراميس من خلال نصين دينيين.
في بلاد ما بين النهرين آنذاك، كانت التواريخ تُحسب بناءً على سنوات الحكام؛ ولم تكن السنوات تُحسب فحسب، بل كانت تُسمى تيمنًا بأحداث مهمة. عُرفت خمسة من هذه السنوات من عهد بيشغالدارامس، تعود إلى نهاية عهده. يعود آخرها إلى عامه التاسع والعشرين، بينما تعود التواريخ اللاحقة إلى الملك أياداراغالاما. هذا يشير إلى أن بيشغالدارامس حكم تسعة وعشرين عامًا فقط، وهو ما يتناقض مع الخمسين عامًا المعروفة في قوائم الملوك اللاحقة. 